# Gőzgép

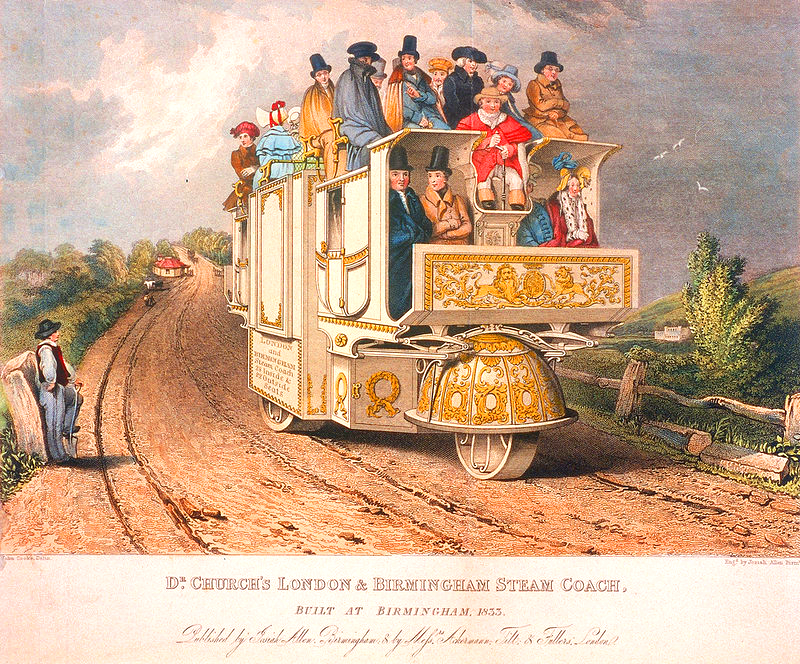
Gőzgéppel hajtott busz Angliában, 1833

A gőzgép hőerőgép, amely a gőz energiáját mechanikai munkává alakítja. Az első gőzmeghajtású szerkezetet (eolipila) Alexandriai Hérón találta fel az i. e. 1. században, de az csak érdekesség, játékszer maradt. Az első igazi gőzgép feltalálójaként James Wattot tartjuk számon, azonban kifejlesztéséhez sokan hozzájárultak. A modern gőzgép megalkotásától (1769) számítjuk az ipari forradalom kezdetét.
A gőzgépet szivattyúk, gőzmozdonyok, gőzhajók és gőzüzemű traktorok (lokomobilok) hajtására használták, az ipari forradalomban szinte kizárólagos energiaforrásként szerepelt. Tulajdonképpen a gőzturbina is a gőzgépek egy fajtája, mely jelenleg is fontos szerepet tölt be az energiaellátásban. Ugyancsak a sugárhajtóművel működő gőzgép is vízgőz közeggel működik. A gőzgép működtetéséhez szükség van egy gőzkazánra, mely a vizet felforralja és nagy nyomású gőzt szolgáltat. Bármely hőforrás használható gőz előállítására, leggyakrabban fa, kőszén és olaj a használatos tüzelőanyagok. (Tulajdonképpen minden égő anyag használható tüzelőanyagként: papír, szemét, fáradtolaj, kukoricacsutka, trágya, földgáz, alkohol, száraz fű, széna, száraz gyom stb.) A gőz kitágul és megmozgat egy dugattyút, ezt a haladó mozgást egy mechanizmus általában forgómozgássá alakítja át, mely további gépeket hajt.

## A gőzgépek fajtái
- Kialakítás szerint a legtöbb gőzgép dugattyús gőzgép vagy gőzturbina.
- Felhasználás szerint
  - Stabil gőzgépek: helyhez kötve dolgoznak. További két részre oszlanak:
    - Gőzgépek, melyeket üzemük közben gyakran le kell állítani és reverzálni (ellenkező irányban elindítani), például a sodrony készítő gépeket vagy acélhengerművet hajtó gőzgépek.
    - Állandó üzemű gépek, ilyenek az erőművekben, gyárakban, malmokban alkalmazott gőzgépek, valamint a villamos hajtások előtt széles körben használt kábelvasút és drótkötélpálya hajtását ellátó gőzgépek.
    - Szivattyúk, például a gőzsugár-szivattyú, a Schwade-féle gőzszivattyú vagy a pulzométer, melyeket manapság a villamos szivattyúk már kiszorítottak.

  - Járművek hajtására szolgáló gőzgép
    - Hajók és csónakok meghajtása
    - Szárazföldi járművek hajtása
      - Gőzmozdony
      - Gőzautó
      - Gőzüzemű úthenger
      - Hóeke
      - Vontatógép
      - Gőzmotor

## Története

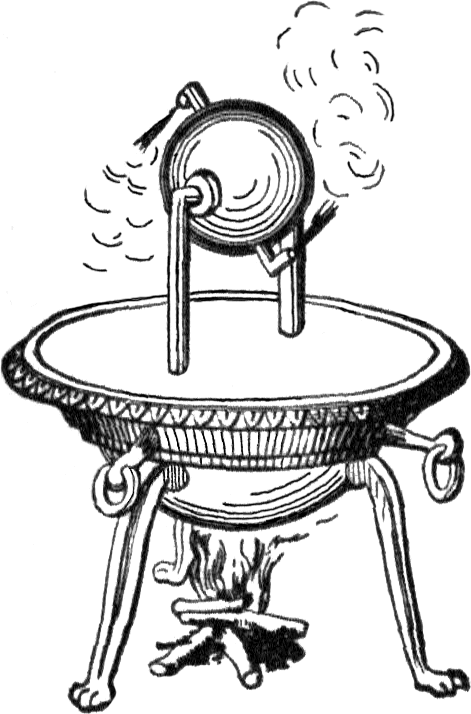
Hérón labdája

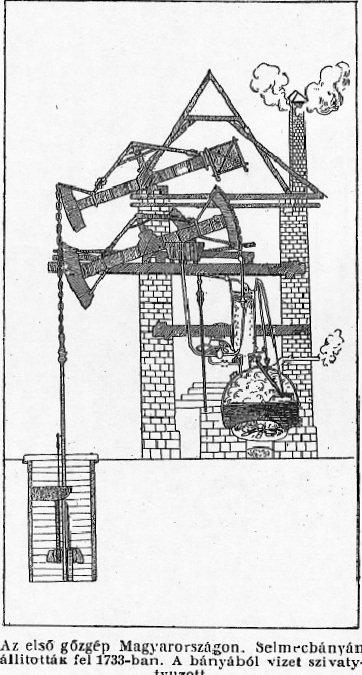
Selmecbányai bányavíz szivattyú

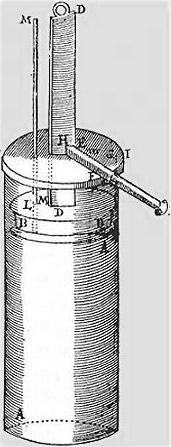
Az első dugattyús gőzgép, melyet Denis Papin készített 1690-ben

Az első, gőzzel működő szerkezetet Hérón, egy alexandriai görög készítette, Hérón labdája néven ismert turbina az i. e. 1. századból, ezt azonban csak játékként használták. (Bár a görögországi Korinthoszban már 700 évvel korábban feltalálták a sínt, a két találmány összevonására soha nem gondoltak.)
1665-ben Edward Somerset, Worcester márkija gőzzel hajtott szivattyút építtetett a Raglan kastély vízellátásához. Denis Papin francia fizikus 1687-ben Leibniz segítségével elkészítette az első dugattyús gőzgép működő modelljét, mely egy sor hasznos aprósággal rendelkezett, mint például egy biztonsági szeleppel. Sir Samuel Morlandnak ugyanebben az időben születtek tervei gőzgépekről. XIV. Lajos király számára több, gőzzel működtetett szivattyút készített 1680 körül. Az első, iparilag használt gőzgépeket Thomas Savery („tűz-gép” 1698) és Thomas Newcomen (1712) tervezte.
Végül 1769-ben James Watt szabadalmaztatta a később is használt megoldásokat gőzgépén. Mondhatni, hogy a Watt óta a gőzgépen végzett fejlesztések nem hoztak alapvető újdonságokat, inkább az ő megoldásainak finomításából álltak. Humphrey Gainsborough építette az első kondenzációs gőzgép modelljét az 1760-as években.
1802-ben William Symington készítette el az első, gyakorlatilag is használható gőzhajtású csónakot, 1807-ben pedig Robert Fulton használta fel Watt gőzgépét először sikeresen hajó hajtására. Az első gőzgépeket a lecsapódó gőz vákuumja működtette, míg a későbbi gépek (mint például a gőzmozdonyok) a nagynyomású gőz feszítőerejét hasznosítják.
Felvidéken Selmecbányán 1722-ben (más források szerint 1733-ban) bányavíz elszívására állították fel az első magyarországi gőzgépet.
A történelmi Magyarország területén először 1804-ben Kismartonban helyeztek üzembe egy angol gyártmányú gőzgépet.
1830-ban Magyarországon még mindig csak egyetlen gőzgép működött (kivéve a bányákat). 1840-ben kilenc, 1849-ben már 61 darab volt üzemben.
A gőzgép egyik változata a gőzmotor, melyet 1904-ben Japánban (Torao Yamaha) és Németországban (Stoltz) gyártott, Magyarországon a BCmot vasúti járművekbe építették. Mai változata a Cyclone Technologies gőzmotoros gépkocsija.

## Fejlesztések

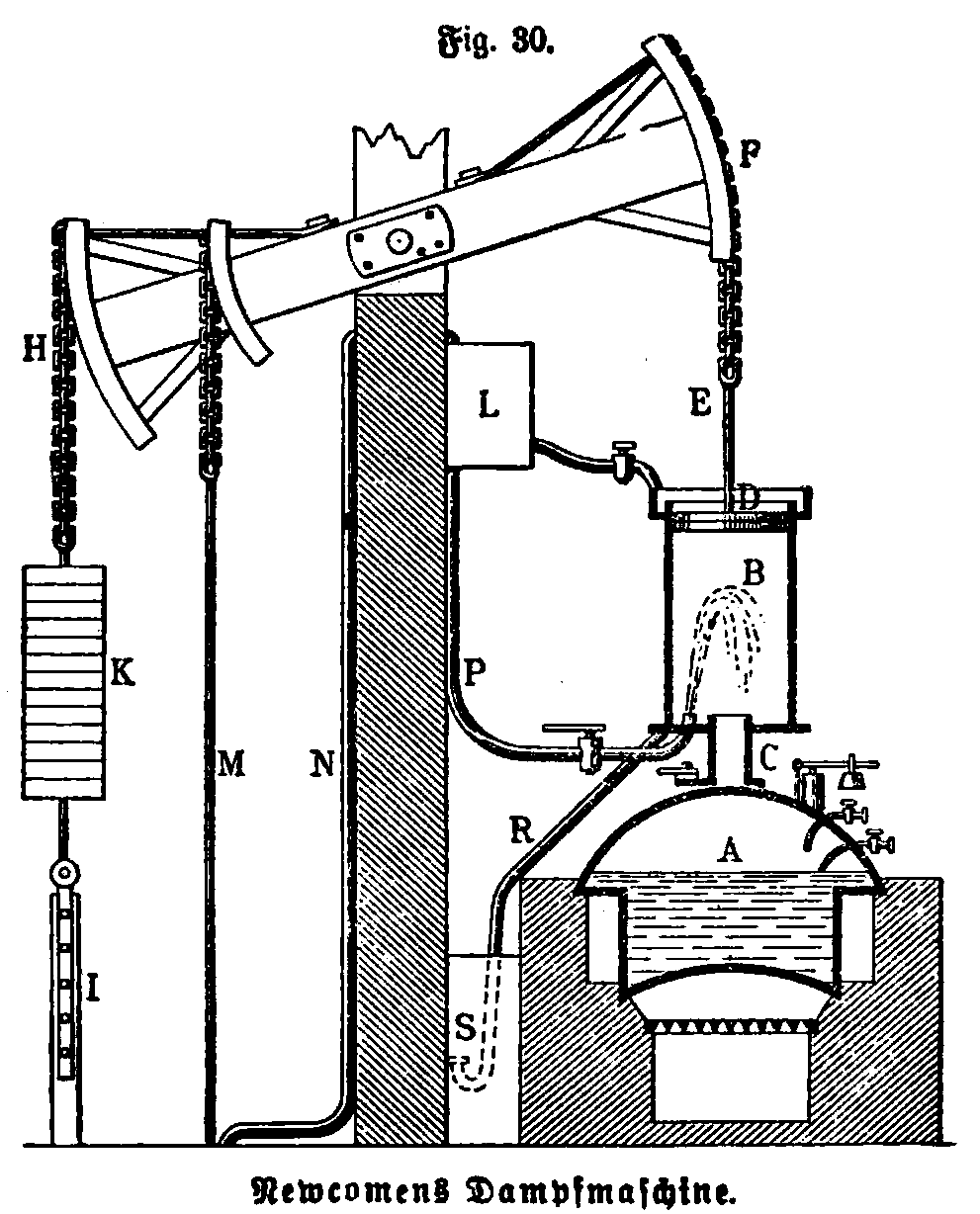
Newcomen atmoszferikus gőzgépe (1712)

Az atmoszferikus gőzgépek első ipari alkalmazásként mély bányák aknáiból vizet szivattyúztak. Newcomen gőzgépében a hengerbe gőzt vezettek, a szivattyú rúdja és dugattyúja a saját súlyánál fogva felfelé mozdította el a gőzgép dugattyúját. A felső holtpontnál elzárták a gőz útját és kinyitottak egy csapot, melyen keresztül vizet porlasztottak a hengerbe. A hideg víz lecsapta a vízgőzt, vákuum keletkezett a hengerben, és a dugattyú másik oldalára ható légnyomás megemelte a szivattyú dugattyúját: vizet szivattyúzott a bányából a felszínre. A szivattyú önműködő szelepei gondoskodtak arról, hogy amikor a szivattyú dugattyúja felfelé mozgott, a víz szabadon áramolhasson felfelé, míg a dugattyú lefelé irányuló mozgásakor a szelep zárt, hogy az egyszer már felemelt víz vissza ne csoroghasson. Ugyanígy egy másik szelep, mely a szivattyú szívócsövébe volt beépítve, szíváskor nyitott, nyomáskor zárt, hogy a dugattyú által beszívott víz vissza ne folyjon a bányába.
A gőzgépen az első jelentős újítást 60 évvel később James Watt hajtotta végre a skóciai Glasgow Greenben, amikor különválasztotta a működtető hengert a kondenzációs kamrától egy szelep segítségével. Ezt követően módszeresen tökéletesítette a gőzgépet Birminghamben, a fejlesztési munka végeredménye Watt gőzgépe lett, jelentősen megjavított hatásfokkal. A következő újítás a kézzel nyitott-zárt szelepek felváltása olyan szelepekkel, melyeket a gőzgép saját maga működtet.

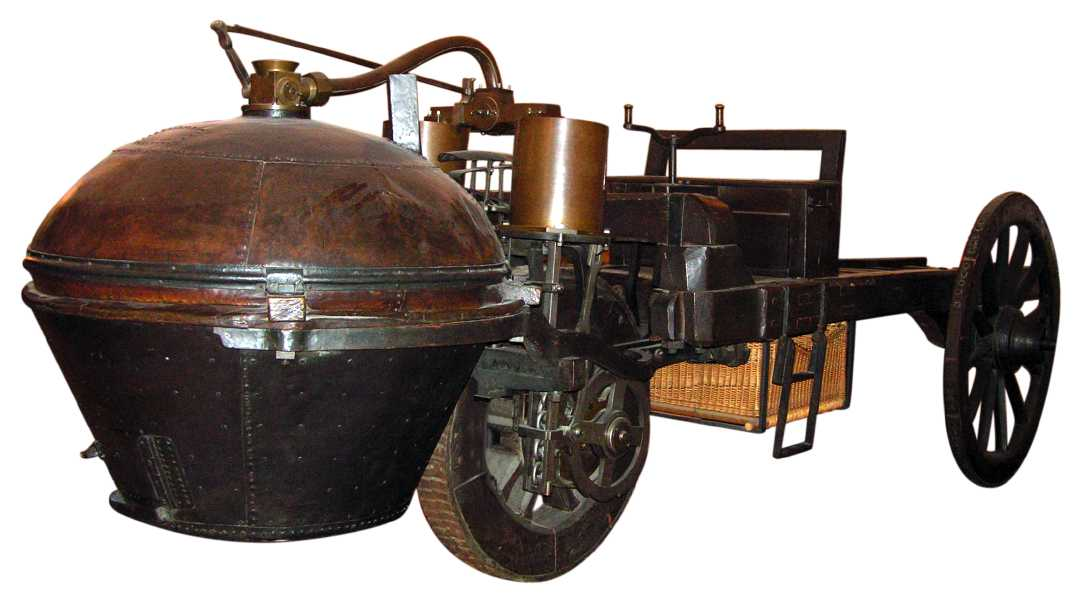
Nicolas-Joseph Cugnot gőzkocsija, a Fardier (1771)

Az ilyen korai atmoszferikus gőzgépek hatásfoka igen korlátozott volt, de üzemük biztonságos volt az alkalmazott kis gőznyomás következtében. Ezekben az időkben a kazánrobbanás ismeretlen volt, legfeljebb a vákuum miatt a külső levegő nyomása roppantotta össze a szerkezetet üzemzavar esetén. Az atmoszferikus gépek teljesítményét behatárolta a levegő nyomása, a dugattyú elmozdulása, az égés és gőzképződés viszonyai, és a kondenzátor kapacitása. A legnagyobb elméletileg elérhető hatásfok kicsi volt a víz alacsony forráspontja (100 °C) és az atmoszferikushoz közeli gőznyomás miatt.
Az atmoszferikus gőzgép hatalmas méretei és óriási tüzelőanyag fogyasztása miatt alkalmatlan volt közlekedési eszközök hajtására, melyet a gyakorlatilag sikertelen próbálkozások igazolták. Az egyik ilyen, a Cugnot-féle gőzkocsi a párizsi Arts et Metiers múzeumban megtekinthető.
1800 táján Richard Trevithick és tőle függetlenül Oliver Evans 1801-ben először építettek nagynyomású gőzgépeket. Ezek a nagynyomású és gyorsjárású gépek elég kis méretekkel rendelkeztek, hogy szállítási célokra is fel lehessen használni. Trevithick 1810-ben másokkal együtt kifejlesztette a Cornish gőzgépet, mely magas nyomású hengerből és egy kis nyomású hengerből állt, mely után a gőzt kondenzátorban csapatták le. A gép egyetlen hátránya az egyenetlen működése volt, ami miatt csak dugattyús szivattyúk hajtására volt alkalmas.
A technológiai fejlődés ezután lehetővé tette a gőzgépek alkalmazását először hajók, majd mozdonyok hajtására is.

## Kazánok
A kazánoknak két fő fajtája van:

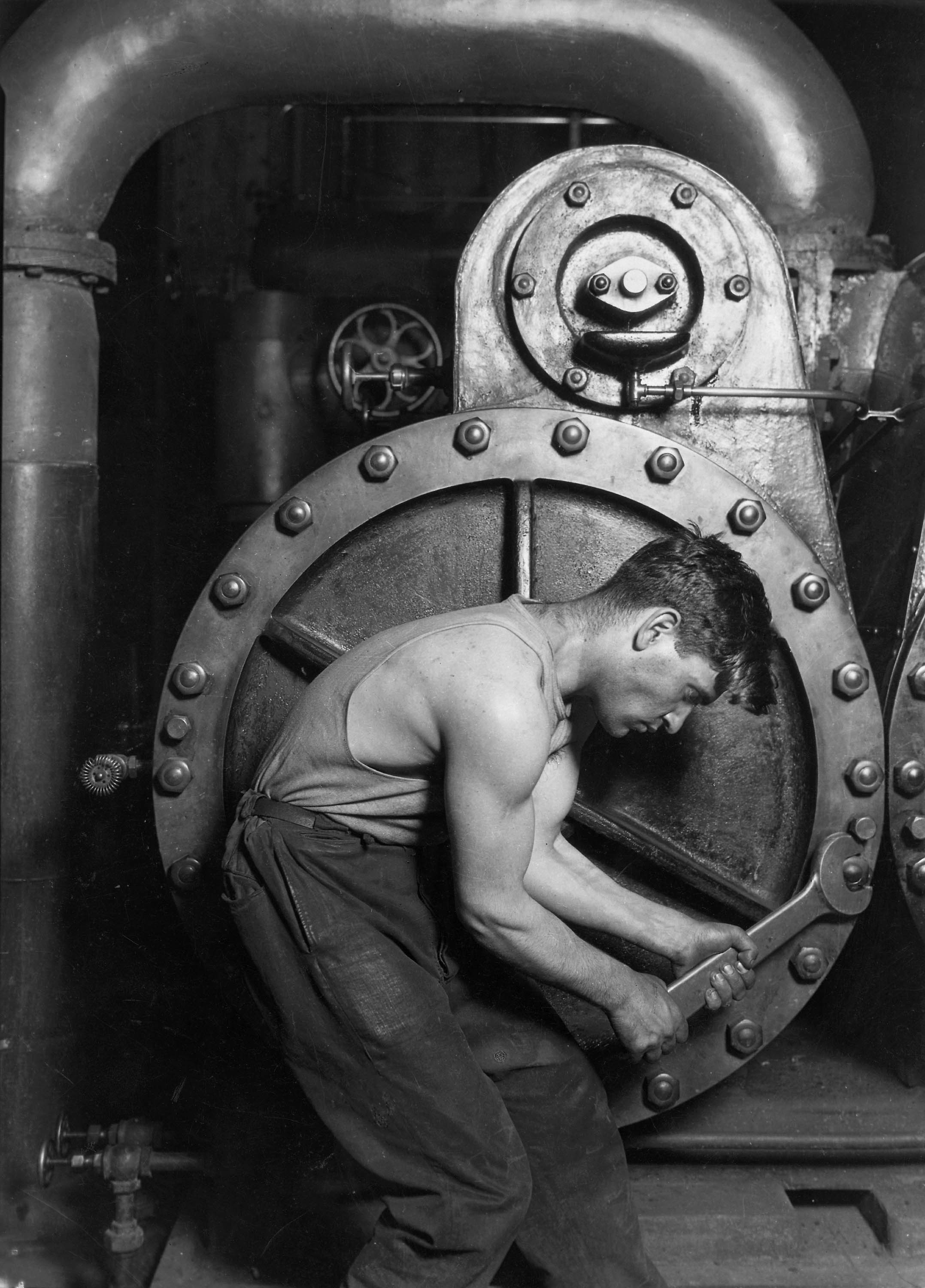
Lewis Hine Power House Mechanic (1921) című híres fotóján egy gőzszivattyú látható

- A tűzcsöves kazán tipikus alkalmazása a korai gőzhajtású hajókban és csónakokban, valamint a gőzmozdonyokban volt. A tűzcsöves kazánban a forró gázok a tűzszekrényből (égéstérből) perforált lemezfalakat összekötő csöveken keresztül áramlanak a füstszekrénybe, majd a kéménybe. A kazán vízszintes vagy függőleges elrendezésű lehet. A függőleges elrendezést egyes hajóknál, lakóházak fűtésére szolgáló kazánoknál és hómaróknál használták. A gőzmozdonyok és az első gőzhajók vízszintes elrendezésű kazánt használtak hosszú kéménnyel, amelyre a megfelelő huzat miatt volt szükség, mivel nem rendelkeztek aláfúvó vagy elszívó ventilátorral. A gőzmozdonyoknál indulásnál a szükséges huzatot a gőzsugár kémény alá irányításával érik el, ez részleges vákuumot hoz létre a füstszekrényben.
- A vízcsöves kazánban a vizet sok párhuzamos csőben melegítik, mely érintkezésben van a füstgázokkal. A vízcsövek egy gőzgyűjtő kamrába csatlakoznak, mely a kazán tetején helyezkedik el. Ennek a rendszernek lényeges előnye, hogy kisebb a veszélye katasztrofális kazánrobbanásnak, mivel nincs sok víz a kazánban, és a nincsenek nagy alkatrészek, melyeket mechanikus roncsolódás érhet. A gőzgyűjtő felett a füstgáz útjában további csöveket is lehet építeni, ezt a részt túlhevítőnek hívják, ez tovább növeli a gőz hőmérsékletét, egyúttal javítva a gőzgép hatásfokát is. A legfejlettebb gőzmozdonyokba szintén építettek túlhevítőt.

Az egyszerűbb kazánokban a víz áramlását a különböző hőmérsékletű folyadékrészek közötti fajsúlykülönbség okozza. Egészen nagy teljesítményű korszerű kazánok kényszeráramlásosak, itt az áramlást szivattyúval biztosítják.

## Gőzgép szerkezetek
A nagynyomású gőzzel működő gép vagy dugattyús gőzgép, vagy gőzturbina. Dugattyús gőzgépek:

### Kettős működésű gőzgép

Gőzgép működése

A gőzgépek fejlesztésében a következő lépés a kettős működésű dugattyúk alkalmazása volt. Itt a dugattyú mindkét oldalára hat felváltva a gőz nyomása és ezzel a gőzgép teljesítménye megkétszereződik. A legtöbb dugattyús gőzgép ezt a megoldást alkalmazza ma is. A dugattyúra ható erőt a dugattyúrúd közvetíti, a henger és a dugattyúrúd közé beépített tömítés gondoskodik arról, hogy a gőz ki ne szökjék a dugattyúrúd mellett. A dugattyúrudat a keresztfej vezeti egyenesbe és a dugattyúval ellentétes végén egy csapágyon keresztül a hajtórudat mozgatja, ez a forgattyún keresztül forgatja a forgattyús tengelyt és így a dugattyú haladó mozgását forgó mozgássá alakítja. Egy további forgattyú mozgatja a tolattyút vagy szelepeket, melyek a gőz be- és kiáramlását vezérlik általában egy reverzáló mechanizmuson keresztül, mely a forgásirány megváltoztatását teszi lehetővé.
Ha két hengert alkalmaznak, akkor a forgattyúkat 90°-kal elékelték. Ennek az a célja, hogy a gőzgép a forgattyús tengely bármely helyzetében el tudjon indulni.

Háromszoros expanziós gőzgép

### Többszörös expanziójú gőzgép
A többszörös expanziójú gőzgépnek több (általában három), egyre nagyobb átmérőjű hengere van. A kazánból a gőzt először a legkisebb átmérőjű hengerbe vezetik, miután itt munkát végzett és nyomása lecsökkent, a dugattyú kitolja a gőzt az első kamrába, ahonnan a második, nagyobb hengerbe jut, ahol a gőz tovább expandál, végül a lecsökkent nyomású gőz egy újabb kamrán keresztül a harmadik, legnagyobb átmérőjű hengerbe jut, ahol a munkavégzés befejeződik és a gőz a szabadba, vagy a kondenzátorba távozik.
A mellékelt ábrán látható egy ilyen gőzgép modellje, a gőz balról jobbra áramlik. A tolattyúkamra minden henger bal oldalán helyezkedik el.
Ennek a megoldásnak egy változata az, ahol négy hengert alkalmaznak V elrendezésben, két dugattyú felülete akkora, hogy a hozzájuk tartozó henger helyettesíti az előző konstrukció harmadik hengerét. Ennek előnye, hogy dinamikusan jobban kiegyensúlyozott mechanizmust eredményez.
Ennek a megoldásnak fontos szerepe volt a hajók meghajtásánál. A gőzgép után elhelyezett kondenzátorban a gőz lecsapódott és a kondenzvizet csekély veszteséggel vissza lehetett vezetni a kazánba. Stabil gőzgépek a fáradt gőzt egyszerűen a szabadba engedték, és a kazánba állandóan friss vizet tápláltak, ez azonban a hajókon nem volt kivitelezhető, mivel a tengervíz sótartalma kicsapódott volna a kazánban és a gőzgépben.
A második világháborúig a hajók hajtását túlnyomórészt gőzgépek végezték, ahol a kis sebesség nem jelentett hátrányt. Kivételt képeztek a hadihajók és a gyorsjárású óceánjáró személyszállító hajók, ahol a gőzgépet legyőzte a nagy fordulatszámú gőzturbina hajtás. Az első modern csatahajónál, a HMS Dreadnoughtnál alkalmazták először a korszerű gőzturbinát a dugattyús gőzgép helyett 1905-ben.

### Szelepes gőzgépek
Egyes gőzgépekben tolattyú helyett szelepeket használnak, ezeket ugyanúgy bütykös tengely nyitja és zárja, mint a robbanó motoroknál. Ennek a konstrukciónak az előnyei: Amennyiben a vezértengely több bütyökkel rendelkezik, a vezértengely axiális eltolásával lehetőség van arra, hogy a pillanatnyi üzemállapothoz leginkább megfelelő szelepnyitást és zárást valósítsanak meg. A szelepek megfelelő elhelyezésével elérhető, hogy a gőzgép alkatrészei mindig közel azonos hőmérsékletű gőzzel érintkezzenek, ez az üzembiztonságot növeli.

## Gőzzel hajtott járművek

Gőzmozdony dugattyúja és rudazata működés közben

Nicolas-Joseph Cugnot mutatta be az első működőképes, önjáró, gőzzel hajtott járművet, a gőzkocsit 1769-ben. Ez volt tulajdonképpen az első gépkocsi. Míg azonban a lokomobil, ahogy a gőzerejű traktort nevezték, nem volt általában sikeres szállítóeszköz, nagyon hasznosnak bizonyult a mezőgazdasági üzemek önjáró erőgépeként, ezért például cséplőgépek vagy széna bálázók meghajtására használták.
A gőzhajtású gépkocsik a 20. század elején a hagyományos autók komoly vetélytársai voltak. A belsőégésű motorok végül azért szorították ki az autóknál a gőzgépet, mert indításkor még a speciális kazánok esetén is 30 másodpercet vett igénybe a megfelelő gőznyomás elérése.
Az első gőzmozdonyt Richard Trevithick a walesi pen-y-darreni vasművekben 1804. február 21-én helyezte üzembe. A gőzmozdony tette lehetővé a közlekedés forradalmát a szárazföldön, míg a tengeren a vitorlás hajózás korszakának a gőzhajók vetettek véget.

## Miért használják még mindig?
A gőzgép legnagyobb előnye az, hogy bármilyen forrásból származó hőenergiát mechanikai munkává tud alakítani. A belső égésű motorok csak igen szűk határok között változtathatják üzemanyagukat, a gőzgépeknél viszont közömbös, milyen forrásból származik a gőzképzéshez szükséges hőenergia. A nukleáris energia hasznosítása nem is volna lehetséges gőz felhasználása nélkül. A gőz előállításához néha égésre sincs szükség. Naperőművekben gőzt lehet előállítani egy központi hőtermelő torony és megfelelően mozgatott tükrök segítségével.
A gőzmozdonyok a magas hegyeken át vezető vasutaknál előnyösebbek a Diesel-hajtásnál, mert a gőzgép működését nem befolyásolja a levegő nyomása. Az utóbbi években magas hegyi vasutaknál több olyan korszerű, a mai technológiai lehetőségeket kihasználó gőzmozdonyt helyeztek üzembe, mely minden tekintetben felveszi a versenyt más megoldásokkal[forrás?].
A gőzgép egyik előnye a többi hőerőgéppel szemben, hogy terhelés alatt is elindítható, ha a dugattyú nem éppen az egyik holtpontban van. Ez utóbbin a gőzmozdonyoknál úgy segítettek, hogy a két oldali hengerhez tartozó hajtórudat 90°-kal elékelve szerelték, így amikor az egyik oldalon holtponti helyzet volt, a másik oldali gőzgép teljes nyomatékkal tudott indulni.

## Hatásfok
Egy gép hatásfokát úgy tudjuk kiszámítani, ha a gép által szolgáltatott mechanikai munkát elosztjuk a gép működtetéséhez szükséges üzemanyag elégetéséből származó hőenergia mennyiségével. A két energia különbsége a hasznos munka számára elvész, és a környezetet melegíti. Egyetlen hőerőgép hatásfoka sem lehet jobb a Carnot-körfolyamat ideális hatásfokánál, ahol a hő egy magasabb hőmérsékletű tartályból egy alacsonyabb hőmérsékletű tartályba áramlik munkavégzés közben. A Carnot-körfolyamat hatásfoka a két tartály hőmérséklet-különbségének és a magasabb hőmérsékletű tartály abszolút hőmérsékletének a hányadosa.
A gyakorlatban a kazán-gőzgép rendszer hatásfoka abban az esetben, ha a kiömlő gőz atmoszferikus nyomáson a szabadba távozik, kb. 5%, azonban gőzkondenzátor alkalmazásával a hatásfok 25%-ig növelhető. A további hatásfok-növelés már nem szorosan a gőzgép fejlesztéséhez tartozik, de megemlítjük, hogy ez az egész rendszer vizsgálatával lehetséges (erőművek). Kombinált ciklus esetén, ahol a tüzelőanyag elégetése először egy gázturbinát hajt, és csak utána használják gőzfejlesztésre, a hatásfok 60% is lehet. Hőhasznosítás esetén, amikor is a rendszerből távozó hőenergiát fűtésre használják, az összhatásfok a 90%-ot is elérheti.